# Alonso López (motociclista)
Alonso López González (Madrid, 21 dicembre 2001) è un pilota motociclistico spagnolo.

## Carriera

### Gli inizi
Inizia a correre in motocross, per poi passare alle corse su asfalto. Dal 2012 al 2014 partecipa al campionato valenciano. Nel 2014 vince il campionato spagnolo classe 80. Passa poi a correre nella categoria Moto3 del campionato spagnolo Velocità.

### Moto3

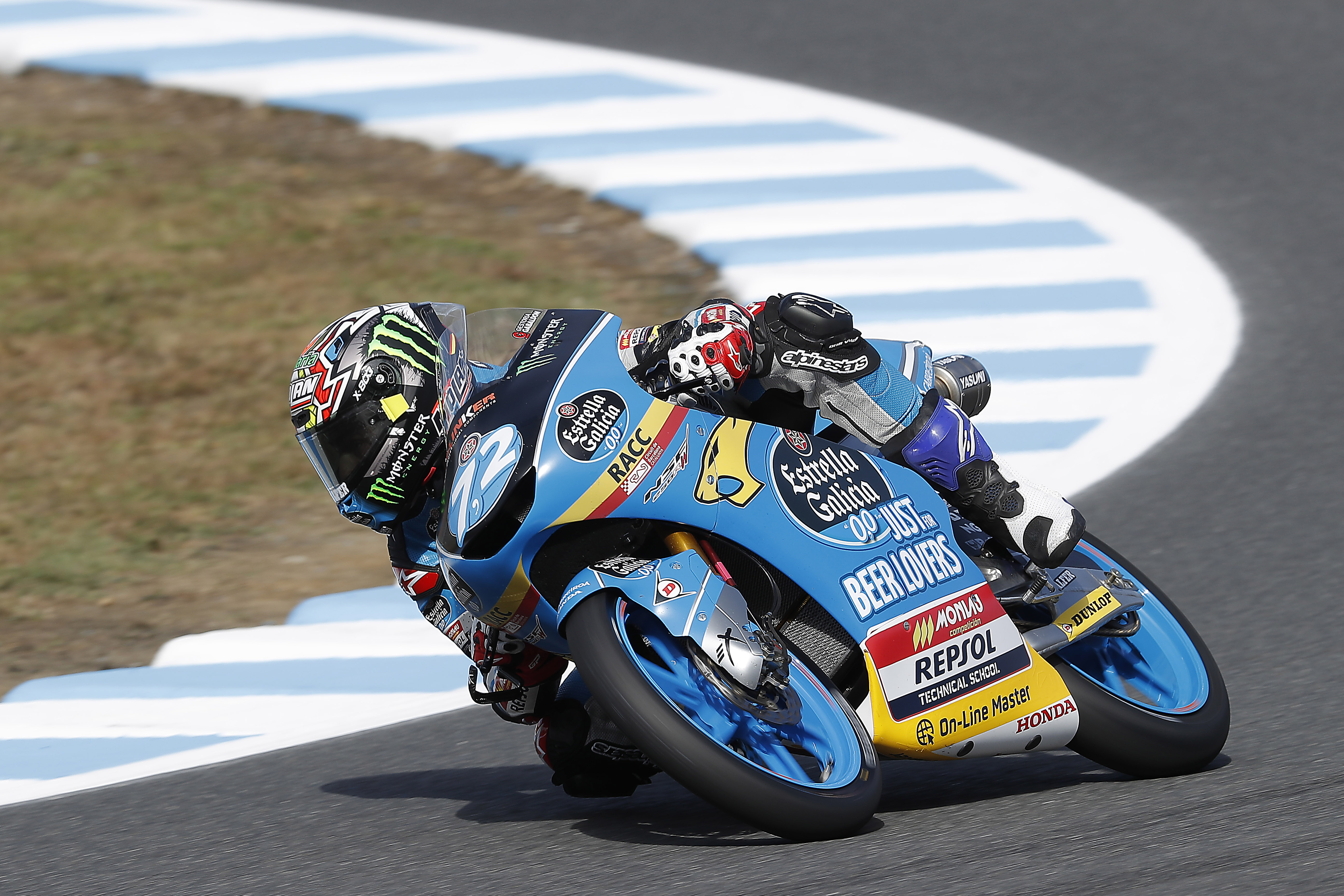
López in pista al Gran Premio del Giappone nel 2018.

Nel 2018 debutta nella classe Moto3 del motomondiale, alla guida della Honda NSF250R del team Estrella Galicia 0,0; il compagno di squadra è Arón Canet. Ottiene come miglior risultato un quarto posto in Spagna e termina la stagione al 23º posto con 36 punti.
Nel 2019 rimane nello stesso team, con compagno di squadra Sergio García. Ottiene il suo primo piazzamento a podio nel contesto del motomondiale con il terzo posto in Thailandia. Chiude la stagione al 17º posto con 71 punti.
Nel 2020 corre con la Husqvarna del Max Racing Team; il compagno di squadra è Romano Fenati. Ottiene come miglior risultato un quinto posto in Catalogna e termina la stagione al 23º posto con 21 punti.

### CEV Moto2
Nel 2021 corre nella categoria Moto2 del campionato spagnolo Velocità, che chiude in seconda posizione nella graduatoria piloti totalizzando 226 punti. Nello stesso anno corre in Moto2 nel motomondiale in Francia, Catalogna e Olanda in sostituzione dell'infortunato Yari Montella sulla Boscoscuro e in Germania in sostituzione dell'infortunato Héctor Garzó sulla Kalex del team Flexbox HP40, totalizzando 4 punti.

### Moto2
Inizia la stagione 2022 a partire dal GP di Francia quando viene designato del team Speed Up per correre in Moto2 quale sostituto di Romano Fenati. In occasione del GP di Gran Bretagna realizza il primo piazzamento a podio in Moto2, mentre in occasione del GP di San Marino e della Riviera di Rimini ottiene la sua prima vittoria in carriera nel motomondiale. Vince nuovamente in Australia e chiude la stagione, primo pilota a non guidare una Kalex, all'ottavo posto.
Nel 2023 è pilota titolare per il team Speed Up, il compagno di squadra è il connazionale Fermín Aldeguer. In quest'annata fa siglare due pole position e conquista cinque piazzamenti a podio, chiude il campionato al settimo posto. Nel 2024, assieme ad Aldeguer, prosegue con la squadra ufficiale Speed Up. Apre il campionato con una vittoria in Qatar che lo pone momentaneamente in testa alla classifica. Nel prosieguo della stagione ottiene altri quattro piazzamenti a podio terminando l'annata al sesto posto, miglior piazzamento fin qui nel motomondiale.

## Risultati nel motomondiale
| 2018 | Classe | Moto  |     |   |    |   |    |    |   |    |     |    |    |    |     |    |     |    |    |     |     |  |  |  | Punti | Pos. |
| ---- | ------ | ----- | --- | - | -- | - | -- | -- | - | -- | --- | -- | -- | -- | --- | -- | --- | -- | -- | --- | --- |  |  |  | ----- | ---- |
| 2018 | Moto3  | Honda | Rit | 6 | 17 | 4 | 19 | 18 | 8 | 25 | Rit | 18 | 24 | AN | Rit | 20 | Rit | 18 | 11 | Rit | Rit |  |  |  | 36    | 23º  |

| 2019 | Classe | Moto  |    |     |   |    |     |     |   |    |     |     |    |    |     |   |   |   |    |     |    |  |  |  | Punti | Pos. |
| ---- | ------ | ----- | -- | --- | - | -- | --- | --- | - | -- | --- | --- | -- | -- | --- | - | - | - | -- | --- | -- |  |  |  | ----- | ---- |
| 2019 | Moto3  | Honda | 12 | Rit | 8 | 14 | Rit | Rit | 4 | 10 | Rit | Rit | 16 | 15 | Rit | 5 | 3 | 9 | 13 | Rit | NC |  |  |  | 71    | 17º  |

| 2020 | Classe | Moto      |    |    |    |     |    |    |     |     |   |     |    |    |     |     |     |  |  |  |  |  |  |  | Punti | Pos. |
| ---- | ------ | --------- | -- | -- | -- | --- | -- | -- | --- | --- | - | --- | -- | -- | --- | --- | --- |  |  |  |  |  |  |  | ----- | ---- |
| 2020 | Moto3  | Husqvarna | 13 | 14 | NP | Rit | 23 | 20 | Rit | Rit | 5 | Rit | 17 | 11 | Rit | Rit | Rit |  |  |  |  |  |  |  | 21    | 23º  |

| 2021 | Classe | Moto               |  |  |  |  |     |  |    |    |    |  |  |  |  |  |  |  |  |  |  |  |  |  | Punti | Pos. |
| ---- | ------ | ------------------ |  |  |  |  | --- |  | -- | -- | -- |  |  |  |  |  |  |  |  |  |  |  |  |  | ----- | ---- |
| 2021 | Moto2  | Boscoscuro e Kalex |  |  |  |  | Rit |  | 21 | 12 | 17 |  |  |  |  |  |  |  |  |  |  |  |  |  | 4     | 30º  |

| 2022 | Classe | Moto       |  |  |  |  |  |  |     |   |   |   |   |   |   |   |     |   |   |   |   |     |  |  | Punti | Pos. |
| ---- | ------ | ---------- |  |  |  |  |  |  | --- | - | - | - | - | - | - | - | --- | - | - | - | - | --- |  |  | ----- | ---- |
| 2022 | Moto2  | Boscoscuro |  |  |  |  |  |  | Rit | 8 | 8 | 7 | 6 | 2 | 7 | 1 | Rit | 3 | 5 | 1 | 2 | Rit |  |  | 155,5 | 8º   |

| 2023 | Classe | Moto       |     |   |   |   |   |   |   |   |     |    |   |   |    |    |    |     |   |    |   |   |  |  | Punti | Pos. |
| ---- | ------ | ---------- | --- | - | - | - | - | - | - | - | --- | -- | - | - | -- | -- | -- | --- | - | -- | - | - |  |  | ----- | ---- |
| 2023 | Moto2  | Boscoscuro | Rit | 2 | 7 | 3 | 3 | 6 | 5 | 6 | Rit | 21 | 8 | 3 | 22 | 13 | 25 | Rit | 8 | 22 | 9 | 3 |  |  | 150   | 7º   |

| 2024 | Classe | Moto       |   |    |   |     |   |   |   |   |    |   |   |   |    |   |   |   |     |    |    |   |  |  | Punti | Pos. |
| ---- | ------ | ---------- | - | -- | - | --- | - | - | - | - | -- | - | - | - | -- | - | - | - | --- | -- | -- | - |  |  | ----- | ---- |
| 2024 | Moto2  | Boscoscuro | 1 | 25 | 4 | Rit | 3 | 7 | 3 | 8 | 10 | 9 | 2 | 4 | 29 | 9 | 3 | 9 | Rit | 11 | 13 | 8 |  |  | 179   | 6º   |

| 2025 | Classe | Moto       |    |   |   |    |    |    |    |    |    |   |     |    |    |  |  |  |  |  |  |  |  |  | Punti | Pos. |
| ---- | ------ | ---------- | -- | - | - | -- | -- | -- | -- | -- | -- | - | --- | -- | -- |  |  |  |  |  |  |  |  |  | ----- | ---- |
| 2025 | Moto2  | Boscoscuro | 10 | 8 | 3 | 16 | SQ | 10 | 10 | 10 | 14 | 8 | Rit | 18 | 16 |  |  |  |  |  |  |  |  |  | 58    |      |

| Legenda | 1º posto        | 2º posto            | 3º posto            | A punti      | Senza punti        | Grassetto – Pole position Corsivo – Giro più veloce |
| Legenda | Gara non valida | Non qual./Non part. | Ritirato/Non class. | Squalificato | '-' Dato non disp. | Grassetto – Pole position Corsivo – Giro più veloce |